# Abdij van Saint-Père

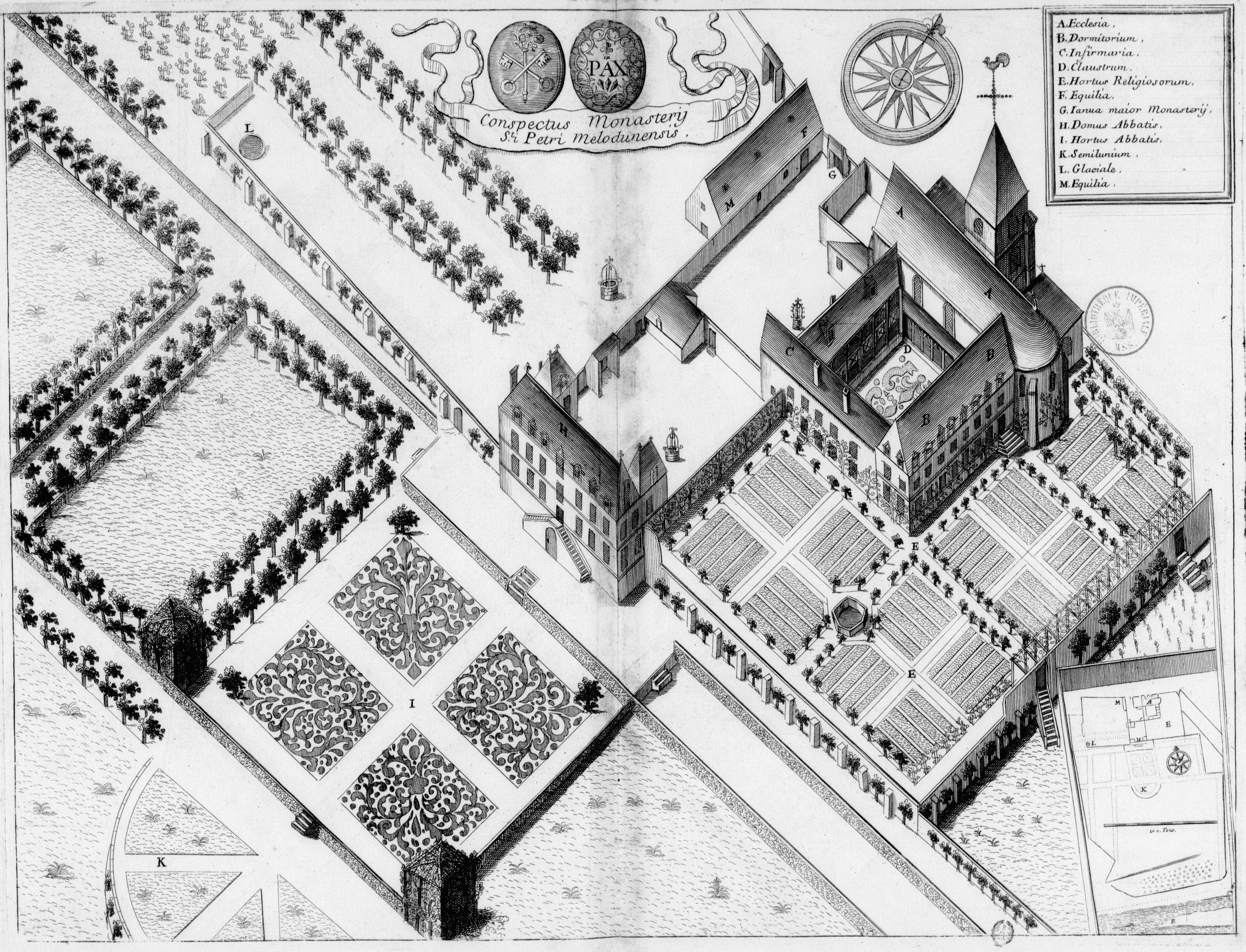
Afbeelding van de abdij in Monasticon Gallicanum (17e eeuw)

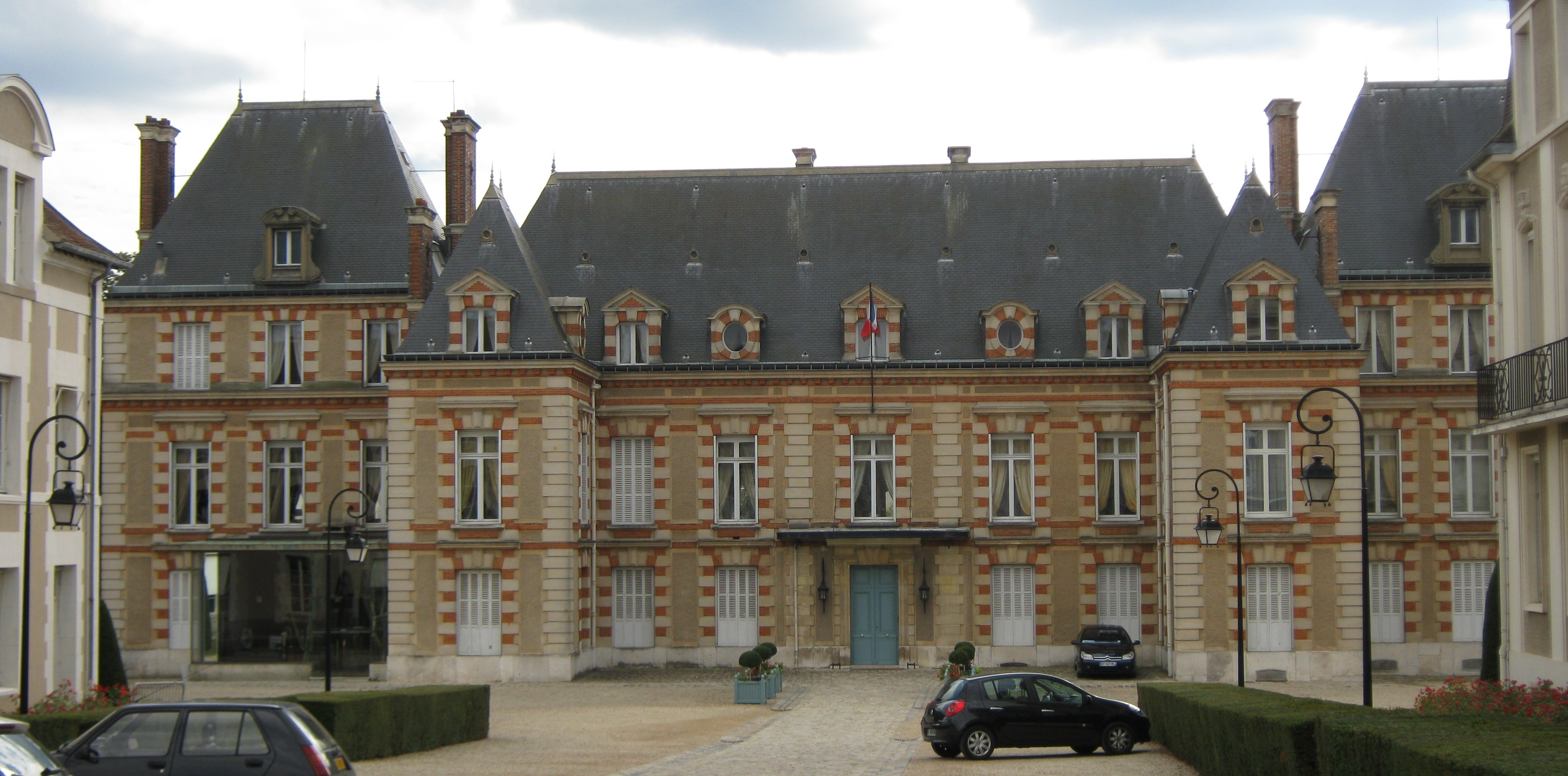
Hôtel du département

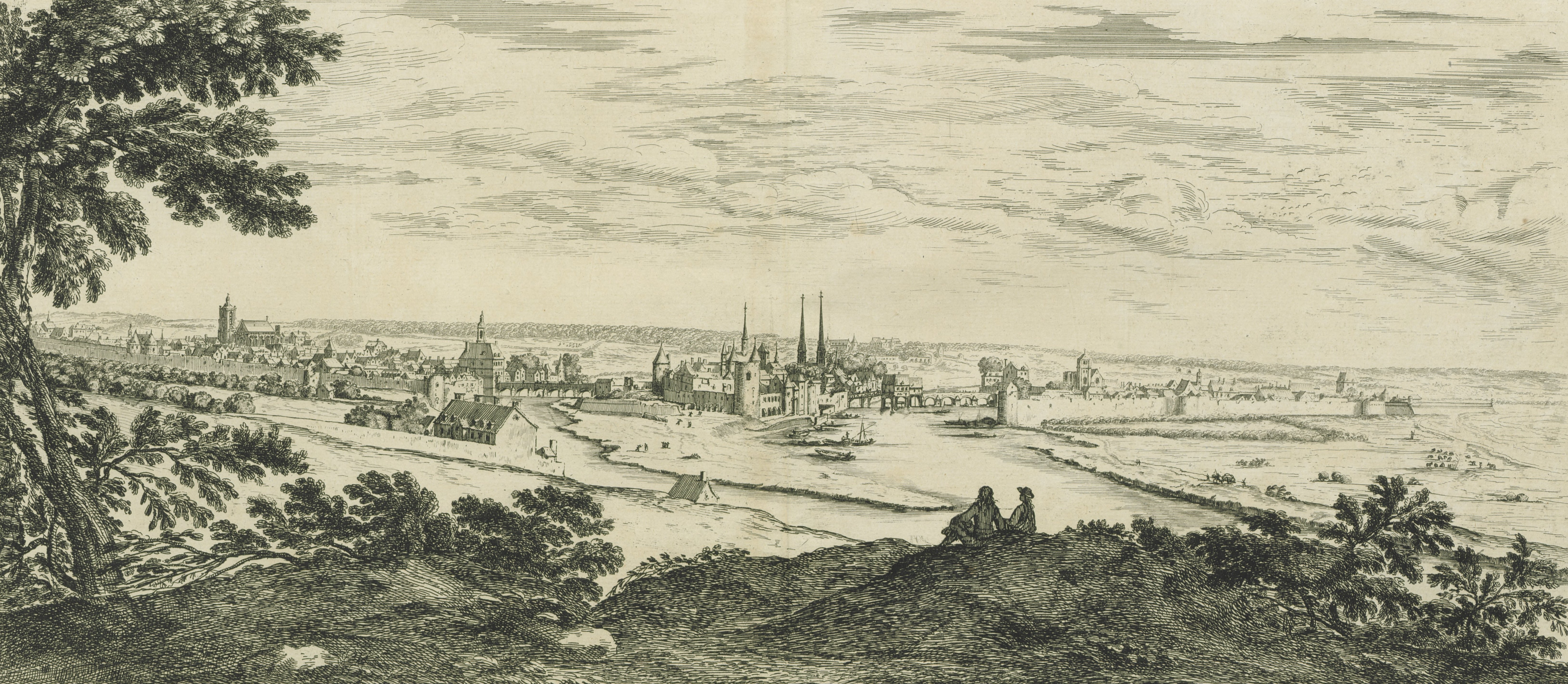
Melun rond 1650

De Abdij van Saint-Père of Abdij van Saint-Pierre (Frans: L'abbaye de Saint-Père / Saint-Pierre) is een voormalige benedictijner abdij in de Franse stad Melun. De abdij was actief van de vroege middeleeuwen tot de Franse Revolutie. De abdijkerk en een groot deel van de abdijgebouwen zijn verdwenen. De prefectuur van het departement Seine-et-Marne, het Hôtel du département, is gevestigd in de nog bestaande, 17e-eeuwse abdijgebouwen.

## Geschiedenis
De geschiedenis van de abdij zou teruggaan tot de 7e eeuw, maar ze werd pas voor het eerst vermeld in een charter in 991. In de 11e eeuw werd begonnen met de heropbouw van de abdijgebouwen. De abdij won aan inkomsten en gebied in de 12e eeuw. In 1159 werd de herbouwde abdijkerk ingewijd. Het scriptorium van de abdij had grote faam. Manuscripten als Livre des vingt et un miracles de Saint-Liesne (1136) en Missel de Melun (1489) werden gekopieerd in dit scriptorium (nu in de Bibliothèque nationale).
In 1420 en opnieuw in 1590 werd de abdij zwaar beschadigd door brand. De abdijkerk werd opnieuw ingewijd in 1604. De mauristen namen hun intrek in de abdij in 1654. Zij hervormden de gemeenschap en herbouwden de abdij. Tussen 1665 en 1685 werd een nieuwe abdijkerk gebouwd en er kwam ook een nieuw klooster. De abdijschool was nog actief bij het begin van de Franse Revolutie.
In 1791 werden de abdijgebouwen verkocht als nationaal goed. In 1801 werd de prefectuur gevestigd in het voormalige abtenpaleis en klooster en werd er een Franse tuin aangelegd. In 1806 werden de abdijkerk en andere abdijgebouwen afgebroken. Het gebouw van de prefectuur werd verbouwd in 1874 en opnieuw in de jaren 1950 nadat het bijna volledig vernield was bij een luchtbombardement op 27 augustus 1944.